# Malaconotus alius
Malaconotus alius е вид птица от семейство Malaconotidae. Видът е критично застрашен от изчезване.

## Разпространение
Видът е разпространен в Танзания.